# Brazília a 2000. évi nyári olimpiai játékokon
Brazília az ausztráliai Sydneyben megrendezett 2000. évi nyári olimpiai játékok egyik részt vevő nemzete volt. Az országot az olimpián 24 sportágban 198 sportoló képviselte, akik összesen 12 érmet szereztek.

## Érmesek
| Érem  | Versenyző | Sportág    | Versenyszám                |
| ----- | --- | ---------- | -------------------------- |
| Ezüst | Vicente Lima Édson Ribeiro André da Silva Claudinei da Silva Cláudio Sousa | Atlétika   | Férfi 4 × 100 m váltó      |
| Ezüst | Tiago Camilo | Cselgáncs  | Férfi könnyűsúly           |
| Ezüst | Carlos Honorato | Cselgáncs  | Férfi középsúly            |
| Ezüst | Zé Marco de Melo Ricardo Santos | Röplabda   | Férfi strandröplabda       |
| Ezüst | Shelda Bede Adriana Behar | Röplabda   | Női strandröplabda         |
| Ezüst | Robert Scheidt | Vitorlázás | Laser                      |
| Bronz | Nemzeti válogatott Adriana Aparecida dos Santos Adrianinha Alessandra Santos de Oliveira Cíntia Tuiú Claudinha Helen Cristina Santos Luz Zaine Janeth dos Santos Arcain Kelly da Silva Santos Lílian Cristina Lopes Gonçalves Marta de Souza Sobral Silvinha | Kosárlabda | Női                        |
| Bronz | Rodrigo Pessoa Luiz Felipe de Azevedo Álvaro de Miranda Neto André Johannpeter | Lovaglás   | Csapat díjugratás          |
| Bronz | Nemzeti válogatott Elisângela Oliveira Erika Coimbra Hélia Souza Janina Conceição Karin Rodrigues Kátia Lopes Kely Fraga Leila Barros Raquel Silva Ricarda Lima Virna Dias Walewska Oliveira                                                                 | Röplabda   | Női                        |
| Bronz | Sandra Pires Adriana Samuel | Röplabda   | Női strandröplabda         |
| Bronz | Fernando Scherer Gustavo Borges Carlos Jayme Edvaldo Silva Filho | Úszás      | Férfi 4 × 100 m gyorsváltó |
| Bronz | Torben Grael Marcelo Ferreira | Vitorlázás | Csillaghajó                |

## Asztalitenisz
Férfi
| Versenyző                | Versenyszám | Selejtező                                                | Csoportkör | Csoportkör | 32-es főtábla     | Nyolcaddöntő      | Negyeddöntő       | Elődöntő          | Döntő             | Helyezés |
| Versenyző                | Versenyszám | Ellenfél Eredmény                                        | Ellenfél Eredmény | Hely.      | Ellenfél Eredmény | Ellenfél Eredmény | Ellenfél Eredmény | Ellenfél Eredmény | Ellenfél Eredmény | Helyezés |
| ------------------------ | ----------- | -------------------------------------------------------- | --- | ---------- | ----------------- | ----------------- | ----------------- | ----------------- | ----------------- | -------- |
| Hugo Hoyama              | Egyes       |                                                          | H csoport · Kurt Liu (CAN) · 21–16, 21–16, 21–13 · Cheung Yuk (HKG) · 21–18, 17–21, 21–19, 15–21, 18–21                                                 | 2.         | kiesett           | kiesett           | kiesett           | kiesett           | kiesett           | 33.      |
| Carlos Kawai Hugo Hoyama | Páros       | Algéria (ALG) · David Kaci · Farid Oulami · 21–11, 21–16 | G csoport · Csehország (CZE) · Josef Plachý · Petr Korbel · 21–17, 21–17 · Lengyelország (POL) · Lucjan Błaszczyk · Tomasz Krzeszewski · 13–21, 15–21 · | 2.         |                   | kiesett           | kiesett           | kiesett           | kiesett           | 17.      |

Női
| Versenyző      | Versenyszám | Csoportkör                                                                                               | Csoportkör | 32-es főtábla     | Nyolcaddöntő      | Negyeddöntő       | Elődöntő          | Döntő             | Helyezés |
| Versenyző      | Versenyszám | Ellenfél Eredmény                                                                                        | Hely.      | Ellenfél Eredmény | Ellenfél Eredmény | Ellenfél Eredmény | Ellenfél Eredmény | Ellenfél Eredmény | Helyezés |
| -------------- | ----------- | --- | ---------- | ----------------- | ----------------- | ----------------- | ----------------- | ----------------- | -------- |
| Lígia da Silva | Egyes       | J csoport · Otilia Bădescu (ROU) · 8–21, 16–21, 16–21 · Okszana Kuscs (RUS) · 21–17, 10–21, 13–21, 15–21 | 3.         | kiesett           | kiesett           | kiesett           | kiesett           | kiesett           | 49.      |

## Atlétika
Férfi
| Versenyző                                                                  | Versenyszám     | Előfutam | Előfutam | Előfutam | Negyeddöntő | Negyeddöntő | Negyeddöntő | Elődöntő | Elődöntő | Elődöntő | Döntő         | Döntő         |
| Versenyző                                                                  | Versenyszám     | Idő      | Hely.    | Össz.    | Idő         | Hely.       | Össz.       | Idő      | Hely.    | Össz.    | Idő           | Helyezés      |
| -------------------------------------------------------------------------- | --------------- | -------- | -------- | -------- | ----------- | ----------- | ----------- | -------- | -------- | -------- | ------------- | ------------- |
| Vicente Lima                                                               | 100 m           | 10,31    | 2.       | 10.***** | 10,28       | 5.          | 20.         | kiesett  | kiesett  | kiesett  | kiesett       | kiesett       |
| Cláudio Sousa                                                              | 100 m           | 10,31    | 5.       | 10.***** | 10,47       | 6.          | 35.         | kiesett  | kiesett  | kiesett  | kiesett       | kiesett       |
| Raphael de Oliveira                                                        | 100 m           | 10,44    | 5.       | 39.**    | kiesett     | kiesett     | kiesett     | kiesett  | kiesett  | kiesett  | kiesett       | kiesett       |
| Claudinei da Silva                                                         | 200 m           | 20,70    | 1.       | 13.*     | 20,24       | 3.          | 6.*         | 20,30    | 3.       | 7.       | 20,28         | 6.            |
| André da Silva                                                             | 200 m           | 20,95    | 4.       | 32.***   | kiesett     | kiesett     | kiesett     | kiesett  | kiesett  | kiesett  | kiesett       | kiesett       |
| Sanderlei Parrela                                                          | 400 m           | 45,55    | 1.       | 13.      | 45,55       | 4.          | 18.         | 45,17    | 4.       | 4.       | 45,01         | 4.            |
| Osmar dos Santos                                                           | 800 m           | 1:47,05  | 4.       | 15.      |             |             |             | 1:47,68  | 8.*      | 20.*     | kiesett       | kiesett       |
| Hudson de Souza                                                            | 1500 m          | 3:39,70  | 10.      | 17.      |             |             |             | 3:41,00  | 8.       | 17.      | kiesett       | kiesett       |
| Vanderlei de Lima                                                          | Maraton         |          |          |          |             |             |             |          |          |          | 2:37:08       | 75.           |
| Éder Fialho                                                                | Maraton         |          |          |          |             |             |             |          |          |          | nem ért célba | nem ért célba |
| Osmiro Silva                                                               | Maraton         |          |          |          |             |             |             |          |          |          | nem ért célba | nem ért célba |
| Márcio de Souza                                                            | 110 m gát       | 13,70    | 5.       | 21.      | 13,71       | 5.          | 17.         | kiesett  | kiesett  | kiesett  | kiesett       | kiesett       |
| Eronilde de Araújo                                                         | 400 m gát       | 50,06    | 1.       | 18.*     |             |             |             | 48,76    | 2.       | 8.       | 48,34         | 5.            |
| Vicente Lima Édson Ribeiro André da Silva Claudinei da Silva Cláudio Sousa | 4 × 100 m váltó | 38,32    | 1.       | 2.       |             |             |             | 38,27    | 2.       | 3.*      | 37,90         |               |

| Versenyző              | Versenyszám | Selejtező | Selejtező | Döntő    | Döntő    |
| Versenyző              | Versenyszám | Eredmény  | Helyezés  | Eredmény | Helyezés |
| ---------------------- | ----------- | --------- | --------- | -------- | -------- |
| Nélson Ferreira Júnior | Távolugrás  | 732 cm    | 43.       | kiesett  | kiesett  |

Női
| Versenyző          | Versenyszám   | Selejtező             | Selejtező             | Döntő    | Döntő    |
| Versenyző          | Versenyszám   | Eredmény              | Helyezés              | Eredmény | Helyezés |
| ------------------ | ------------- | --------------------- | --------------------- | -------- | -------- |
| Maurren Maggi      | Távolugrás    | 635 cm                | 24.                   | kiesett  | kiesett  |
| Luciana dos Santos | Távolugrás    | érvényes ugrás nélkül | érvényes ugrás nélkül | kiesett  | kiesett  |
| Luciana dos Santos | Hármasugrás   | 13,48 m               | 24.                   | kiesett  | kiesett  |
| Sueli dos Santos   | Gerelyhajítás | 56,27 m               | 23.                   | kiesett  | kiesett  |

* - egy másik versenyzővel azonos eredményt ért el

** - két másik versenyzővel azonos eredményt ért el

*** - három másik versenyzővel azonos eredményt ért el

***** - öt másik versenyzővel azonos eredményt ért el

## Cselgáncs
Férfi
| Versenyző           | Versenyszám  | Selejtező                         | 32-es főtábla                         | Nyolcaddöntő                              | Negyeddöntő                         | Elődöntő                                | Vigaszág első kör               | Vigaszág negyeddöntő                    | Vigaszág elődöntő            | Bronz- mérkőzés   | Döntő                                | Helyezés    |
| Versenyző           | Versenyszám  | Ellenfél Eredmény                 | Ellenfél Eredmény                     | Ellenfél Eredmény                         | Ellenfél Eredmény                   | Ellenfél Eredmény                       | Ellenfél Eredmény               | Ellenfél Eredmény                       | Ellenfél Eredmény            | Ellenfél Eredmény | Ellenfél Eredmény                    | Helyezés    |
| ------------------- | ------------ | --------------------------------- | ------------------------------------- | ----------------------------------------- | ----------------------------------- | --------------------------------------- | ------------------------------- | --------------------------------------- | ---------------------------- | ----------------- | ------------------------------------ | ----------- |
| Denilson Lourenço   | Légsúly      | Nacik Bahirav (BLR) · 0100-0101   | kiesett                               | kiesett                                   | kiesett                             | kiesett                                 |                                 |                                         |                              |                   |                                      | helyezetlen |
| Henrique Guimarães  | Harmatsúly   | erőnyerő                          | Gabriel Bengtsson (SWE) · 1000-0011   | Girolamo Giovinazzo (ITA) · 0000-1000     |                                     |                                         | Melvin Méndez (PUR) · 0011-0000 | Georgios Vazagkasvili (GEO) · 0000-1010 | kiesett                      | kiesett           |                                      | 9.          |
| Tiago Camilo        | Könnyűsúly   | erőnyerő                          | Gil Ofer (ISR) · 1010-0100            | Noureddine Yagoubi (ALG) · 1110-0010      | Michel de Almeida (POR) · 0101-0101 | Cshö Jongszin (KOR) · 1000-0001         |                                 |                                         |                              |                   | Giuseppe Maddaloni (ITA) · 0000-1002 |             |
| Marcel Aragão       | Váltósúly    | Gabriel Arteaga (CUB) · 0000-0010 | kiesett                               | kiesett                                   | kiesett                             | kiesett                                 |                                 |                                         |                              |                   |                                      | helyezetlen |
| Carlos Honorato     | Középsúly    |                                   | Krisna Bayu (INA) · 1020-0001         | Fernando González Pérez (ESP) · 0100-0010 | Josida Hidehiko (JPN) · 1000-0000   | Frédéric Demontfaucon (FRA) · 0131-0001 |                                 |                                         |                              |                   | Mark Huizinga (NED) · 0000-1010      |             |
| Mário Sabino Júnior | Félnehézsúly | erőnyerő                          | Daniel Gürschner (GER) · 1020-0010    | Marius Paškevičius (LTU) · 1000-0003      | Luigi Guido (ITA) · 0001-1001       |                                         |                                 | Armen Bagdasarov (UZB) · 0010-0010      | Arik Zeevi (ISR) · 0001-1111 | kiesett           |                                      | 7.          |
| Daniel Hernandes    | Nehézsúly    | erőnyerő                          | Mohamed Bouaichaoui (ALG) · 1012-0001 | Petr Jákl (CZE) · 1000-0000               | Indrek Pertelson (EST) · 0000-1000  |                                         |                                 | Ernesto Pérez (ESP) · 0001-1000         | kiesett                      | kiesett           |                                      | 9.          |

Női
| Versenyző         | Versenyszám  | Selejtező                             | Nyolcaddöntő                          | Negyeddöntő                 | Elődöntő          | Vigaszág első kör | Vigaszág negyeddöntő                   | Vigaszág elődöntő                      | Bronz- mérkőzés   | Döntő             | Helyezés |
| Versenyző         | Versenyszám  | Ellenfél Eredmény                     | Ellenfél Eredmény                     | Ellenfél Eredmény           | Ellenfél Eredmény | Ellenfél Eredmény | Ellenfél Eredmény                      | Ellenfél Eredmény                      | Ellenfél Eredmény | Ellenfél Eredmény | Helyezés |
| ----------------- | ------------ | ------------------------------------- | ------------------------------------- | --------------------------- | ----------------- | ----------------- | -------------------------------------- | -------------------------------------- | ----------------- | ----------------- | -------- |
| Mariana Martins   | Légsúly      | erőnyerő                              | Anna-Maria Gradante (GER) · 0010-0011 |                             |                   |                   | Ann Simons (BEL) · 0000-0010           | kiesett                                | kiesett           |                   | 9.       |
| Tânia Ferreira    | Könnyűsúly   | Michelle Buckingham (CAN) · 0100-0001 | Shen Jun (CHN) · 0000-1000            |                             |                   |                   | Cinzia Cavazzuti (ITA) · 0001-0101     | kiesett                                | kiesett           |                   | 9.       |
| Vânia Ishii       | Váltósúly    | Daniëlle Vriezema (NED) · 1000-0000   | Sara Álvarez (ESP) · 1001-0010        | Jenny Gal (ITA) · 0000-0010 |                   |                   | Anna Szarajeva (RUS) · 1011-0000       | Gella Vandecaveye (BEL) · 0000-1000    | kiesett           |                   | 7.       |
| Edinanci da Silva | Félnehézsúly | Sandra Godinho (POR) · 0210-0000      | Natalie Jenkinson (AUS) · 1020-0010   | Tang Lin (CHN) · 0010-0110  |                   |                   | Rambuugiin Dashdulam (MGL) · 1011-0000 | Emanuela Pierantozzi (ITA) · 0001-0010 | kiesett           |                   | 7.       |
| Priscila Marques  | Nehézsúly    | erőnyerő                              | Lee Hsiao-Hung (TPE) · 0001-0001      | Yuan Hua (CHN) · 0000-1022  |                   |                   | Fiona Iredale (NZL) · 0200-0000        | Christine Cicot (FRA) · 0001-0111      | kiesett           |                   | 7.       |

## Evezés
Férfi
| Versenyző        | Versenyszám  | Előfutam | Előfutam | Vigaszág | Vigaszág | Elődöntő | Elődöntő | Elődöntő | Döntő | Döntő   | Döntő | Helyezés |
| Versenyző        | Versenyszám  | Idő      | Hely.    | Idő      | Hely.    | Típus    | Idő      | Hely.    | Típus | Idő     | Hely. | Helyezés |
| ---------------- | ------------ | -------- | -------- | -------- | -------- | -------- | -------- | -------- | ----- | ------- | ----- | -------- |
| Anderson Nocetti | Egypárevezős | 7:09,08  | 3.       | 7:22,13  | 3.       | C/D      | 7:12,97  | 1.       | C     | 7:01,89 | 2.    | 13.      |

## Kajak-kenu

### Síkvízi
Férfi
| Versenyző               | Versenyszám         | Előfutam | Előfutam | Előfutam | Elődöntő | Elődöntő | Elődöntő | Döntő   | Döntő    |
| Versenyző               | Versenyszám         | Idő      | Hely.    | Össz.    | Idő      | Hely.    | Össz.    | Idő     | Helyezés |
| ----------------------- | ------------------- | -------- | -------- | -------- | -------- | -------- | -------- | ------- | -------- |
| Roger Caumo             | Kajak egyes 500 m   | 1:49,955 | 8.       | 31.      | kiesett  | kiesett  | kiesett  | kiesett | kiesett  |
| Roger Caumo             | Kajak egyes 1000 m  | 3:52,082 | 8.       | 30.      | kiesett  | kiesett  | kiesett  | kiesett | kiesett  |
| Sebastián Cuattrin Guto | Kajak kettes 500 m  | 1:35,662 | 7.       | 19.      | 1:45,868 | 8.       | 16.      | kiesett | kiesett  |
| Sebastián Cuattrin Guto | Kajak kettes 1000 m | 3:21,228 | 7.       | 15.      | 3:22,496 | 6.       | 6.       | kiesett | kiesett  |

### Szlalom
| Versenyző    | Versenyszám      | Selejtező | Selejtező | Selejtező | Selejtező | Selejtező  | Selejtező  | Döntő    | Döntő    | Döntő    | Döntő    | Döntő      | Döntő      |
| Versenyző    | Versenyszám      | 1. futam  | 1. futam  | 2. futam  | 2. futam  | Összesítés | Összesítés | 1. futam | 1. futam | 2. futam | 2. futam | Összesítés | Összesítés |
| Versenyző    | Versenyszám      | Pont      | Hely.     | Pont      | Hely.     | Pont       | Hely.      | Pont     | Hely.    | Pont     | Hely.    | Pont       | Helyezés   |
| ------------ | ---------------- | --------- | --------- | --------- | --------- | ---------- | ---------- | -------- | -------- | -------- | -------- | ---------- | ---------- |
| Cássio Petry | Férfi kenu egyes | 145,63    | 14.       | 148,09    | 14.       | 293,72     | 14.        | kiesett  | kiesett  | kiesett  | kiesett  | kiesett    | kiesett    |

## Kerékpározás

### Hegyi-kerékpározás
| Versenyző     | Versenyszám        | Idő           | Helyezés      |
| ------------- | ------------------ | ------------- | ------------- |
| Renato Seabra | Férfi terepverseny | nem ért célba | nem ért célba |

### Országúti kerékpározás
Férfi
| Versenyző      | Versenyszám   | Idő              | Helyezés |
| -------------- | ------------- | ---------------- | -------- |
| Murilo Fischer | Mezőnyverseny | 5:52:47 (+23:39) | 89.      |

Női
| Versenyző                   | Versenyszám   | Idő              | Helyezés |
| --------------------------- | ------------- | ---------------- | -------- |
| Cláudia Carceroni-Saintagne | Mezőnyverseny | 3:24:19 (+17:48) | 44.      |
| Janildes Fernandes          | Mezőnyverseny | 3:35:12 (+28:41) | 49.      |

## Kézilabda

### Női
| Brazil női kézilabdacsapat-játékoskeret                                     | Brazil női kézilabdacsapat-játékoskeret                                                                                     |
| --------------------------------------------------------------------------- | --- |
| - Alessandra - Chicôria - Chana - Dilane Roese - Daly - Lucila - Meg Montão | - Margarida Conte - Zezé - Rosana de Aleluia - Sandra de Oliveira - Valéria de Oliveira - Viviane Jacques - Viviani Emerick |

#### Eredmények
Csoportkör
B csoport
| Csapat           | M | Gy | D | V | G+  | G–  | Gk  | P |
| ---------------- | - | -- | - | - | --- | --- | --- | - |
| Norvégia (NOR)   | 4 | 4  | 0 | 0 | 101 | 72  | +29 | 8 |
| Dánia (DEN)      | 4 | 3  | 0 | 1 | 124 | 83  | +41 | 6 |
| Ausztria (AUT)   | 4 | 2  | 0 | 2 | 131 | 90  | +41 | 4 |
| Brazília (BRA)   | 4 | 1  | 0 | 3 | 100 | 133 | –33 | 2 |
| Ausztrália (AUS) | 4 | 0  | 0 | 4 | 59  | 137 | –78 | 0 |

| 2000. szeptember 17. 19:30 | Ausztrália (AUS) | 19–32  | Brazília (BRA)    | Játékvezetők: Branka Maric, Zorica Gardinovacki (YUG) |
| 2000. szeptember 17. 19:30 | Kahmke, Edland 4 | (7–15) | Roese, L. Silva 6 | Játékvezetők: Branka Maric, Zorica Gardinovacki (YUG) |
| 2000. szeptember 17. 19:30 | 4× 3×            |        | 4× 3×             | Játékvezetők: Branka Maric, Zorica Gardinovacki (YUG) |

| 2000. szeptember 21. 14:30 | Brazília (BRA) | 26–45   | Ausztria (AUT) | Játékvezetők: Yasser Salim Aly Aly, Hassan Hassan Aly Hassan (EGY) |
| 2000. szeptember 21. 14:30 | L. Silva 8     | (14–21) | Fridrikas 11   | Játékvezetők: Yasser Salim Aly Aly, Hassan Hassan Aly Hassan (EGY) |
| 2000. szeptember 21. 14:30 | 7× 3×          |         | 2× 3×          | Játékvezetők: Yasser Salim Aly Aly, Hassan Hassan Aly Hassan (EGY) |

| 2000. szeptember 23. 16:30 | Brazília (BRA) | 16–30  | Norvégia (NOR) | Játékvezetők: Hyung-Kyun Chung, Kyu Ha Lim (KOR) |
| 2000. szeptember 23. 16:30 | S. Oliveira 4  | (7–18) | Grini 7        | Játékvezetők: Hyung-Kyun Chung, Kyu Ha Lim (KOR) |
| 2000. szeptember 23. 16:30 | 5× 2×          |        | 1× 3×          | Játékvezetők: Hyung-Kyun Chung, Kyu Ha Lim (KOR) |

| 2000. szeptember 25. 14:30 | Dánia (DEN) | 39–26   | Brazília (BRA) | Játékvezetők: Thomas Bojsen, Tugomir Anusic (USA) |
| 2000. szeptember 25. 14:30 | Kiærskou 9  | (19–12) | Zezé 9         | Játékvezetők: Thomas Bojsen, Tugomir Anusic (USA) |
| 2000. szeptember 25. 14:30 | 1× 3×       |         | 4× 3×          | Játékvezetők: Thomas Bojsen, Tugomir Anusic (USA) |

Az 5–8. helyért
| 2000. szeptember 30. 9:30 | Brazília (BRA) | 23–32  | Franciaország (FRA) | Játékvezetők: Leon Kalin, Enes Koric (SLO) |
| 2000. szeptember 30. 9:30 | Chicôria 9     | (9–16) | Pecqueux-Rolland 12 | Játékvezetők: Leon Kalin, Enes Koric (SLO) |
| 2000. szeptember 30. 9:30 | 2× 3×          |        | 5× 2×               | Játékvezetők: Leon Kalin, Enes Koric (SLO) |

A 7. helyért
| 2000. október 1. 9:30 | Brazília (BRA) | 33–38 (h. u.)  | Románia (ROU) | Játékvezetők: Klucsó Jenő, Lekrinszky Tivadar (HUN) |
| 2000. október 1. 9:30 | Zezé 9         | (15–17, 32–32) | Tănaşe 11     | Játékvezetők: Klucsó Jenő, Lekrinszky Tivadar (HUN) |
| 2000. október 1. 9:30 | 4× 3×          |                | 1× 3×         | Játékvezetők: Klucsó Jenő, Lekrinszky Tivadar (HUN) |

| Csapat         | Helyezés |
| -------------- | -------- |
| Brazília (BRA) | 8.       |

## Kosárlabda

### Női
| Brazil női kosárlabdacsapat-játékoskeret                                                                                                  | Brazil női kosárlabdacsapat-játékoskeret                                                                                        |
| --- | --- |
| - Adriana Aparecida dos Santos - Adrianinha - Alessandra Santos de Oliveira - Cíntia Tuiú - Cláudia das Neves - Helen Cristina Santos Luz | - Zaine - Janeth dos Santos Arcain - Kelly da Silva Santos - Lílian Cristina Lopes Gonçalves - Marta de Souza Sobral - Silvinha |

#### Eredmények
Csoportkör
A csoport
| Csapat              | M | Gy | V | P+  | P–  | Pk   | P  |
| ------------------- | - | -- | - | --- | --- | ---- | -- |
| Ausztrália (AUS)    | 5 | 5  | 0 | 394 | 264 | +130 | 10 |
| Franciaország (FRA) | 5 | 4  | 1 | 338 | 287 | +51  | 9  |
| Brazília (BRA)      | 5 | 2  | 3 | 358 | 323 | +35  | 7  |
| Szlovákia (SVK)     | 5 | 2  | 3 | 294 | 292 | +2   | 7  |
| Kanada (CAN)        | 5 | 2  | 3 | 283 | 317 | –34  | 7  |
| Szenegál (SEN)      | 5 | 0  | 5 | 199 | 383 | –184 | 5  |

| 2000. szeptember 16. 11:30 | Brazília (BRA)       | 76–60     | Szlovákia (SVK)       | Nézőszám: 5330 |
| 2000. szeptember 16. 11:30 | (35–28) Jegyzőkönyv  |           |                       | Nézőszám: 5330 |
| 2000. szeptember 16. 11:30 | dos Santos Arcain 24 | Pont      | Luptáková 22          | Nézőszám: 5330 |
| 2000. szeptember 16. 11:30 | dos Santos Arcain 7  | Lepattanó | Godályová, Kováčová 6 | Nézőszám: 5330 |
| 2000. szeptember 16. 11:30 | Luz 7                | Gólpassz  | Frniaková 5           | Nézőszám: 5330 |

| 2000. szeptember 18. 21:30 | Ausztrália (AUS)    | 81–70     | Brazília (BRA)       | Nézőszám: 8337 |
| 2000. szeptember 18. 21:30 | (39–36) Jegyzőkönyv |           |                      | Nézőszám: 8337 |
| 2000. szeptember 18. 21:30 | Jackson 19          | Pont      | dos Santos Arcain 27 | Nézőszám: 8337 |
| 2000. szeptember 18. 21:30 | Brogan 5            | Lepattanó | Oliveira 9           | Nézőszám: 8337 |
| 2000. szeptember 18. 21:30 | Sporn 3             | Gólpassz  | Luz, Neves 3         | Nézőszám: 8337 |

| 2000. szeptember 20. 14:30 | Brazília (BRA)      | 82–48     | Szenegál (SEN)  | Nézőszám: 8383 |
| 2000. szeptember 20. 14:30 | (44–23) Jegyzőkönyv |           |                 | Nézőszám: 8383 |
| 2000. szeptember 20. 14:30 | Luz 21              | Pont      | A. N'Diaye 16   | Nézőszám: 8383 |
| 2000. szeptember 20. 14:30 | Oliveira 11         | Lepattanó | három játékos 7 | Nézőszám: 8383 |
| 2000. szeptember 20. 14:30 | dos Santos Arcain 5 | Gólpassz  | három játékos 2 | Nézőszám: 8383 |

| 2000. szeptember 22. 14:30 | Franciaország (FRA)        | 73–70 (h. u.) | Brazília (BRA)         | Nézőszám: 8297 |
| 2000. szeptember 22. 14:30 | (31–29, 63–63) Jegyzőkönyv |               |                        | Nézőszám: 8297 |
| 2000. szeptember 22. 14:30 | dos Santos Arcain 22       | Pont          | Souvré, Fijalkowski 18 | Nézőszám: 8297 |
| 2000. szeptember 22. 14:30 | Oliveira 8                 | Lepattanó     | Melain 7               | Nézőszám: 8297 |
| 2000. szeptember 22. 14:30 | Luz 4                      | Gólpassz      | Melain, Sauret 5       | Nézőszám: 8297 |

| 2000. szeptember 24. 21:30 | Brazília (BRA)       | 60–61     | Kanada (CAN)    | Nézőszám: 8471 |
| 2000. szeptember 24. 21:30 | (31–28) Jegyzőkönyv  |           |                 | Nézőszám: 8471 |
| 2000. szeptember 24. 21:30 | dos Santos Arcain 19 | Pont      | Dales 16        | Nézőszám: 8471 |
| 2000. szeptember 24. 21:30 | Santos 7             | Lepattanó | Dales 10        | Nézőszám: 8471 |
| 2000. szeptember 24. 21:30 | Neves 5              | Gólpassz  | három játékos 3 | Nézőszám: 8471 |

Negyeddöntő
| 2000. szeptember 27. 17:00 | Oroszország (RUS)   | 67–68     | Brazília (BRA)      | Nézőszám: 14 381 Játékvezetők: Carl Jungebrand (FIN), Mike Thomson (CAN) |
| 2000. szeptember 27. 17:00 | (39–38) Jegyzőkönyv |           |                     | Nézőszám: 14 381 Játékvezetők: Carl Jungebrand (FIN), Mike Thomson (CAN) |
| 2000. szeptember 27. 17:00 | Psikova 18          | Pont      | Oliveira 17         | Nézőszám: 14 381 Játékvezetők: Carl Jungebrand (FIN), Mike Thomson (CAN) |
| 2000. szeptember 27. 17:00 | Zaszulszkaja 6      | Lepattanó | dos Santos Arcain 9 | Nézőszám: 14 381 Játékvezetők: Carl Jungebrand (FIN), Mike Thomson (CAN) |
| 2000. szeptember 27. 17:00 | Arhipova 5          | Gólpassz  | Luz, Neves 4        | Nézőszám: 14 381 Játékvezetők: Carl Jungebrand (FIN), Mike Thomson (CAN) |

Elődöntők
| 2000. szeptember 29. 14:30 | Brazília (BRA)       | 52–64     | Ausztrália (AUS)      | Nézőszám: 14 698 Játékvezetők: Juan Figueroa (PUR), Iztok Rems (SLO) |
| 2000. szeptember 29. 14:30 | (27–36) Jegyzőkönyv  |           |                       | Nézőszám: 14 698 Játékvezetők: Juan Figueroa (PUR), Iztok Rems (SLO) |
| 2000. szeptember 29. 14:30 | dos Santos Arcain 21 | Pont      | Brondello, Jackson 16 | Nézőszám: 14 698 Játékvezetők: Juan Figueroa (PUR), Iztok Rems (SLO) |
| 2000. szeptember 29. 14:30 | Oliveira 14          | Lepattanó | Jackson 9             | Nézőszám: 14 698 Játékvezetők: Juan Figueroa (PUR), Iztok Rems (SLO) |
| 2000. szeptember 29. 14:30 | dos Santos Arcain 4  | Gólpassz  | Brogan, Harrower 4    | Nézőszám: 14 698 Játékvezetők: Juan Figueroa (PUR), Iztok Rems (SLO) |

Bronzmérkőzés
| 2000. október 1. 18:00 | Dél-Korea (KOR)            | 73–84 (h. u.) | Brazília (BRA)       | Nézőszám: 14 978 Játékvezetők: Carolyn Gillespie (AUS), David Jones (USA) |
| 2000. október 1. 18:00 | (34–30, 65–65) Jegyzőkönyv |               |                      | Nézőszám: 14 978 Játékvezetők: Carolyn Gillespie (AUS), David Jones (USA) |
| 2000. október 1. 18:00 | Csong Szonmin 23           | Pont          | dos Santos Arcain 28 | Nézőszám: 14 978 Játékvezetők: Carolyn Gillespie (AUS), David Jones (USA) |
| 2000. október 1. 18:00 | Csong Szonmin 5            | Lepattanó     | Oliveira 16          | Nézőszám: 14 978 Játékvezetők: Carolyn Gillespie (AUS), David Jones (USA) |
| 2000. október 1. 18:00 | Cson Dzsuvon 6             | Gólpassz      | dos Santos 4         | Nézőszám: 14 978 Játékvezetők: Carolyn Gillespie (AUS), David Jones (USA) |

| Csapat         | Helyezés |
| -------------- | -------- |
| Brazília (BRA) |          |

## Labdarúgás

### Férfi
| Brazil férfi labdarúgócsapat-játékoskeret                                             | Brazil férfi labdarúgócsapat-játékoskeret                                     |
| ------------------------------------------------------------------------------------- | ----------------------------------------------------------------------------- |
| - Alex - Álvaro - Athirson - Baiano - Fabiano - Fábio Aurélio - Fábio Bilica - Hélton | - Lucas - Edú - Marcos Paulo - Mozart - Roger - Ronaldinho - Geovanni - Lúcio |

#### Eredmények
Csoportkör
D csoport
| Csapat                        | M | Gy | D | V | Rg | Kg | Gk | P |
| ----------------------------- | - | -- | - | - | -- | -- | -- | - |
| Brazília (BRA)                | 3 | 2  | 0 | 1 | 5  | 4  | +1 | 6 |
| Japán (JPN)                   | 3 | 2  | 0 | 1 | 4  | 3  | +4 | 6 |
| Dél-afrikai Köztársaság (RSA) | 3 | 1  | 0 | 2 | 5  | 5  | 0  | 3 |
| Szlovákia (SVK)               | 3 | 1  | 0 | 2 | 4  | 6  | –2 | 3 |

| 2000. szeptember 14. 19:00 |

| Brazília (BRA)                          | 3–1               | Szlovákia (SVK) |
| --------------------------------------- | ----------------- | --------------- |
| Edú 30' Cisovský 68' (öngól) Alex 90+1' | (1–1) Jegyzőkönyv | Porázik 26'     |

| Brisbane Cricket Ground, Brisbane Nézőszám: 24 616 Játékvezető: Simon Micallef (ausztrál) |

| 2000. szeptember 17. 19:00 |

| Brazília (BRA) | 1–3               | Dél-afrikai Köztársaság (RSA)         |
| -------------- | ----------------- | ------------------------------------- |
| Edú 11'        | (1–1) Jegyzőkönyv | Fortune 10' Nomvethe 74' Lekoelea 90' |

| Brisbane Cricket Ground, Brisbane Nézőszám: 36 328 Játékvezető: Bruce Grimshaw (új-zélandi) |

| 2000. szeptember 20. 19:00 |

| Brazília (BRA) | 1–0               | Japán (JPN) |
| -------------- | ----------------- | ----------- |
| Alex 5'        | (1–0) Jegyzőkönyv |             |

| Brisbane Cricket Ground, Brisbane Nézőszám: 36 608 Játékvezető: Stéphane Bré (francia) |

Negyeddöntő
| 2000. szeptember 23. 19:00 |

| Brazília (BRA)   | 1–2 (h. u.)                 | Kamerun (CMR)          |
| ---------------- | --------------------------- | ---------------------- |
| Ronaldinho 90+4' | (0–1, 1–1, 1–1) Jegyzőkönyv | M’Boma 17' M’Bami 113' |

| Brisbane Cricket Ground, Brisbane Nézőszám: 37 332 Játékvezető: Herbert Fandel (német) |

| Csapat         | Helyezés |
| -------------- | -------- |
| Brazília (BRA) | 7.       |

### Női
| Brazil női labdarúgócsapat-játékoskeret                                                                                               | Brazil női labdarúgócsapat-játékoskeret |
| --- | --- |
| - Maycon - Andréia Suntaque - Daniela Alves - Pretinha - Elissandra Cavalcante - Kátia - Juliana Ribeiro Cabral - Cidinha - Maravilha | - Miraildes Maciel Mota - Mônica Angélica de Paula - Raquel de Souza - Rosana dos Santos - Roseli de Belo - Simone Gomes - Sissi - Suzana Ferreira - Tânia Maria Pereira |

#### Eredmények
Csoportkör
E csoport
| Csapat            | M | Gy | D | V | Rg | Kg | Gk | P |
| ----------------- | - | -- | - | - | -- | -- | -- | - |
| Németország (GER) | 3 | 3  | 0 | 0 | 6  | 1  | +5 | 9 |
| Brazília (BRA)    | 3 | 2  | 0 | 1 | 5  | 3  | +2 | 6 |
| Svédország (SWE)  | 3 | 0  | 1 | 2 | 1  | 4  | –3 | 1 |
| Ausztrália (AUS)  | 3 | 0  | 1 | 2 | 2  | 6  | –4 | 1 |

| 2000. szeptember 13. 17:30 |

| Svédország (SWE) | 0–2               | Brazília (BRA)         |
| ---------------- | ----------------- | ---------------------- |
|                  | (0–1) Jegyzőkönyv | Pretinha 21' Kátia 70' |

| Melbourne Cricket Ground, Melbourne Nézőszám: 58 432 Játékvezető: Sandra Hunt (amerikai) |

| 2000. szeptember 16. 17:30 |

| Németország (GER) | 2–1               | Brazília (BRA) |
| ----------------- | ----------------- | -------------- |
| Prinz 33' 41'     | (2–0) Jegyzőkönyv | Raquel 72'     |

| Bruce Stadium, Canberra Nézőszám: 17 000 Játékvezető: Martha Toro (kolumbiai) |

| 2000. szeptember 19. 17:30 |

| Ausztrália (AUS) | 1–2               | Brazília (BRA)       |
| ---------------- | ----------------- | -------------------- |
| Hughes 33'       | (1–0) Jegyzőkönyv | Raquel 56' Kátia 64' |

| Sydney Football Stadium, Sydney Nézőszám: 29 400 Játékvezető: Vibeke Karlsen (norvég) |

Elődöntő
| 2000. szeptember 24. 17:30 |

| Egyesült Államok (USA) | 1–0               | Brazília (BRA) |
| ---------------------- | ----------------- | -------------- |
| Hamm 60'               | (0–0) Jegyzőkönyv |                |

| Bruce Stadium, Canberra Nézőszám: 11 000 Játékvezető: Nicole Petignat (svájci) |

Bronzmérkőzés
| 2000. szeptember 28. 17:00 |

| Németország (GER)    | 2–0               | Brazília (BRA) |
| -------------------- | ----------------- | -------------- |
| Lingor 64' Prinz 79' | (0–0) Jegyzőkönyv |                |

| Sydney Football Stadium, Sydney Nézőszám: 11 200 Játékvezető: Im Eun Ju (dél-koreai) |

| Csapat         | Helyezés |
| -------------- | -------- |
| Brazília (BRA) | 4.       |

## Lovaglás
Díjlovaglás
| Versenyző      | Ló                  | Versenyszám | 1. kör | 1. kör | 2. kör  | 2. kör  | 3. kör  | 3. kör  | Végeredmény | Végeredmény |
| Versenyző      | Ló                  | Versenyszám | Pont   | Hely.  | Pont    | Hely.   | Pont    | Hely.   | Pont        | Helyezés    |
| -------------- | ------------------- | ----------- | ------ | ------ | ------- | ------- | ------- | ------- | ----------- | ----------- |
| Jorge da Rocha | Quixote Lanciano 13 | Egyéni      | 54,00  | 47.    | kiesett | kiesett | kiesett | kiesett | kiesett     | kiesett     |

Díjugratás
| Versenyző                                                                      | Ló           | Versenyszám | Selejtező | Selejtező | Selejtező | Selejtező | Selejtező | Selejtező | Selejtező | Selejtező | Döntő   | Döntő   | Döntő         | Döntő         | Végeredmény | Végeredmény |
| Versenyző                                                                      | Ló           | Versenyszám | 1. kör    | 1. kör    | 2. kör    | 2. kör    | 2. kör    | 3. kör    | 3. kör    | 3. kör    | 1. kör  | 1. kör  | 2. kör        | 2. kör        | Végeredmény | Végeredmény |
| Versenyző                                                                      | Ló           | Versenyszám | Bünt.     | Hely.     | Bünt.     | Össz.     | Hely.     | Bünt.     | Össz.     | Hely.     | Bünt.   | Hely.   | Bünt.         | Hely.         | Bünt.       | Helyezés    |
| ------------------------------------------------------------------------------ | ------------ | ----------- | --------- | --------- | --------- | --------- | --------- | --------- | --------- | --------- | ------- | ------- | ------------- | ------------- | ----------- | ----------- |
| André Johannpeter                                                              | Calei        | Egyéni      | 5,25      | 13.       | 8,00      | 13,25     | 17.       | 16,00     | 29,25     | 34.       | 4,00    | 5.      | 4,00          | 5.            | 8,00        | 4.**        |
| Rodrigo Pessoa                                                                 | Barbarian    | Egyéni      | 5,00      | 11.       | 0,00      | 5,00      | 2.        | 0,00      | 5,00      | 1.        | 0,00    | 1.      | nem ért célba | nem ért célba | kiesett     | 27.         |
| Luiz Felipe de Azevedo                                                         | Ralph 12     | Egyéni      | 4,75      | 9.        | 0,00      | 4,75      | 1.        | 8,00      | 12,75     | 6.        | 16,00   | 33.     | kiesett       | kiesett       | kiesett     | kiesett     |
| Álvaro de Miranda Neto                                                         | Aspen        | Egyéni      | 24,75     | 66.       | 4,00      | 28,75     | 53.       | 12,00     | 40,75     | 51.       | kiesett | kiesett | kiesett       | kiesett       | kiesett     | kiesett     |
| Rodrigo Pessoa Luiz Felipe de Azevedo Álvaro de Miranda Neto André Johannpeter | lásd fentebb | Csapat      |           |           |           |           |           |           |           |           | 12,00   | 4.*     | 12,00         | 3.            | 24,00       | ***         |

* - egy másik versenyzővel azonos eredményt ért el

** - négy másik versenyzővel azonos eredményt ért el

*** - egy másik csapattal holtversenyben a harmadik helyen végzett, szétugratás után 0 ponttal az első helyen végzett, így bronzérmes lett
Lovastusa
| Versenyző                                                                | Ló                                 | Versenyszám | Díjlovaglás | Díjlovaglás | Tereplovaglás | Tereplovaglás | Tereplovaglás | Díjugratás | Díjugratás | Végeredmény | Végeredmény |
| Versenyző                                                                | Ló                                 | Versenyszám | Bünt.       | Hely.       | Bünt.         | Hely.         | Össz.         | Bünt.      | Hely.      | Bünt.       | Helyezés    |
| ------------------------------------------------------------------------ | ---------------------------------- | ----------- | ----------- | ----------- | ------------- | ------------- | ------------- | ---------- | ---------- | ----------- | ----------- |
| Carlos Paro                                                              | CDC Feline                         | Egyéni      | 81,60       | 36.         | 19,20         | 100,80        | 20.           | 47,00      | 23.        | 147,80      | 21.         |
| Roberto de Macedo                                                        | HC Fricote                         | Egyéni      | 93,20       | 38.         | nem ért célba | nem ért célba | nem ért célba | kiesett    | kiesett    | kiesett     | kiesett     |
| Guto de Faria Vicente de Araújo Neto Éder Gustavo Pagoto Sergei Fofanoff | Hunefer Teveri Amazonia Sanderston | Csapat      | 215,00      | 12.         | 36,00         | 266,00        | 7.            | 43,00      | 6.         | 333,00      | 6.          |

## Műugrás
Férfi
| Versenyző     | Versenyszám        | Selejtező | Selejtező | Elődöntő | Elődöntő | Döntő   | Döntő    |
| Versenyző     | Versenyszám        | Pont      | Helyezés  | Pont     | Helyezés | Pont    | Helyezés |
| ------------- | ------------------ | --------- | --------- | -------- | -------- | ------- | -------- |
| Cassius Duran | Egyéni műugrás     | 382,08    | 14.       | 598,14   | 14.      | kiesett | kiesett  |
| Cassius Duran | Egyéni toronyugrás | 331,86    | 28.       | kiesett  | kiesett  | kiesett | kiesett  |

Női
| Versenyző      | Versenyszám        | Selejtező | Selejtező | Elődöntő | Elődöntő | Döntő   | Döntő    |
| Versenyző      | Versenyszám        | Pont      | Helyezés  | Pont     | Helyezés | Pont    | Helyezés |
| -------------- | ------------------ | --------- | --------- | -------- | -------- | ------- | -------- |
| Juliana Veloso | Egyéni műugrás     | 220,62    | 35.       | kiesett  | kiesett  | kiesett | kiesett  |
| Juliana Veloso | Egyéni toronyugrás | 266,04    | 19.       | kiesett  | kiesett  | kiesett | kiesett  |

## Ökölvívás
| Versenyző         | Versenyszám  | Selejtező                       | Nyolcaddöntő                          | Negyeddöntő       | Elődöntő          | Döntő             | Helyezés |
| Versenyző         | Versenyszám  | Ellenfél Eredmény               | Ellenfél Eredmény                     | Ellenfél Eredmény | Ellenfél Eredmény | Ellenfél Eredmény | Helyezés |
| ----------------- | ------------ | ------------------------------- | ------------------------------------- | ----------------- | ----------------- | ----------------- | -------- |
| Dedé              | Papírsúly    | Valerij Szidorenko (UKR) · 7-12 | kiesett                               | kiesett           | kiesett           | kiesett           | 17.      |
| Valdemir Pereira  | Pehelysúly   | James Swan (AUS) · 8-4          | Ramaz Paliani (TUR) · 2-17            | kiesett           | kiesett           | kiesett           | 9.       |
| Agnaldo Magalhães | Könnyűsúly   | Michael Katsidis (AUS) · 6-15   | kiesett                               | kiesett           | kiesett           | kiesett           | 17.      |
| Kelson Pinto      | Kisváltósúly | Ghulam Shabbir (PAK) · 17-1     | Muhammadqodir Abdullayev (UZB) · 7-22 | kiesett           | kiesett           | kiesett           | 9.       |
| Cleiton Conceição | Középsúly    | Jeff Lacy (USA) · 2-17          | kiesett                               | kiesett           | kiesett           | kiesett           | 17.      |
| Lino Barros       | Félnehézsúly | Danny Green (AUS) · 2-17        | kiesett                               | kiesett           | kiesett           | kiesett           | 17.      |

## Röplabda

### Férfi
| Brazil férfi röplabdacsapat-játékoskeret                                                                  | Brazil férfi röplabdacsapat-játékoskeret                                                                   |
| --- | --- |
| - André Heller - Dante Amaral - Douglas Chiarotti - Gilberto Godoy Filho - Giovane Gávio - Gustavo Endres | - Gilmar Teixeira - Marcelo Elgarten - Maurício Lima - Max Pereira - Nalbert Bitencourt - Alexandre Samuel |

#### Eredmények
Csoportkör
A csoport
|                     |      | Mérkőzések | Mérkőzések | Szettek | Szettek | Szettek | Pontok | Pontok | Pontok |
| Csapat              | Pont | Gy         | V          | Sz+     | Sz–     | SzA     | P+     | P–     | PA     |
| ------------------- | ---- | ---------- | ---------- | ------- | ------- | ------- | ------ | ------ | ------ |
| Brazília (BRA)      | 10   | 5          | 0          | 15      | 1       | 15,000  | 415    | 331    | 1,254  |
| Hollandia (NED)     | 9    | 4          | 1          | 12      | 5       | 2,400   | 417    | 360    | 1,158  |
| Kuba (CUB)          | 8    | 3          | 2          | 9       | 7       | 1,286   | 383    | 335    | 1,143  |
| Ausztrália (AUS)    | 7    | 2          | 3          | 6       | 10      | 0,600   | 327    | 374    | 0,874  |
| Spanyolország (ESP) | 6    | 1          | 4          | 7       | 12      | 0,583   | 404    | 444    | 0,910  |
| Egyiptom (EGY)      | 5    | 0          | 5          | 1       | 15      | 0,067   | 309    | 411    | 0,752  |

| 2000. szeptember 17. 20:40 | Ausztrália (AUS)      | 0–3 | Brazília (BRA) | Nézőszám: 9020 Játékvezető: Hóbor Béla (HUN), Fernando Nava (MEX) |
| 2000. szeptember 17. 20:40 | (13–25, 14–25, 21–25) |     |                | Nézőszám: 9020 Játékvezető: Hóbor Béla (HUN), Fernando Nava (MEX) |

| 2000. szeptember 19. 12:30 | Egyiptom (EGY)        | 0–3 | Brazília (BRA) | Nézőszám: 7085 Játékvezető: Themistoklis Kalpaktsoglou (GRE), Paolo Porcari (ITA) |
| 2000. szeptember 19. 12:30 | (28–30, 18–25, 21–25) |     |                | Nézőszám: 7085 Játékvezető: Themistoklis Kalpaktsoglou (GRE), Paolo Porcari (ITA) |

| 2000. szeptember 21. 18:30 | Brazília (BRA)        | 3–0 | Hollandia (NED) | Nézőszám: 8437 Játékvezető: Songsak Chareonpong (THA), Hóbor Béla (HUN) |
| 2000. szeptember 21. 18:30 | (25–20, 25–17, 27–25) |     |                 | Nézőszám: 8437 Játékvezető: Songsak Chareonpong (THA), Hóbor Béla (HUN) |

| 2000. szeptember 23. 21:00 | Spanyolország (ESP)          | 1–3 | Brazília (BRA) | Nézőszám: 8145 Játékvezető: Takashi Shimoyama (JPN), Songsak Chareonpong (THA) |
| 2000. szeptember 23. 21:00 | (27–25, 14–25, 21–25, 20–25) |     |                | Nézőszám: 8145 Játékvezető: Takashi Shimoyama (JPN), Songsak Chareonpong (THA) |

| 2000. szeptember 25. 12:30 | Brazília (BRA)        | 3–0 | Kuba (CUB) | Nézőszám: 8125 Játékvezető: Jarmo Tapio Salonen (FIN), Hóbor Béla (HUN) |
| 2000. szeptember 25. 12:30 | (28–26, 30–28, 25–18) |     |            | Nézőszám: 8125 Játékvezető: Jarmo Tapio Salonen (FIN), Hóbor Béla (HUN) |

Negyeddöntő
| 2000. szeptember 27. 18:30 | Brazília (BRA)               | 1–3 | Argentína (ARG) | Nézőszám: 8381 Játékvezető: Themistoklis Kalpaktsoglou (GRE), Stoyan Kostov Stoyanov (BUL) |
| 2000. szeptember 27. 18:30 | (25–17, 21–25, 19–25, 25–27) |     |                 | Nézőszám: 8381 Játékvezető: Themistoklis Kalpaktsoglou (GRE), Stoyan Kostov Stoyanov (BUL) |

Az 5–8. helyért
| 2000. szeptember 28. 10:00 | Brazília (BRA)                      | 3–2 | Kuba (CUB) | Nézőszám: 4716 Játékvezető: Kim Kun-Tae (KOR), Wang Ning (CHN) |
| 2000. szeptember 28. 10:00 | (23–25, 17–25, 25–21, 26–24, 15–11) |     |            | Nézőszám: 4716 Játékvezető: Kim Kun-Tae (KOR), Wang Ning (CHN) |

Az 5. helyért
| 2000. szeptember 29. 14:30 | Brazília (BRA)        | 0–3 | Hollandia (NED) | Nézőszám: 8104 Játékvezető: Abdulkhaleq Isa Al Sabah (BRN), Kim Kun-Tae (KOR) |
| 2000. szeptember 29. 14:30 | (22–25, 20–25, 22–25) |     |                 | Nézőszám: 8104 Játékvezető: Abdulkhaleq Isa Al Sabah (BRN), Kim Kun-Tae (KOR) |

| Csapat         | Helyezés |
| -------------- | -------- |
| Brazília (BRA) | 6.       |

### Női
| Brazil női röplabdacsapat-játékoskeret                                                                 | Brazil női röplabdacsapat-játékoskeret                                                     |
| --- | ------------------------------------------------------------------------------------------ |
| - Elisângela Oliveira - Erika Coimbra - Hélia Souza - Janina Conceição - Karin Rodrigues - Kátia Lopes | - Kely Fraga - Leila Barros - Raquel Silva - Ricarda Lima - Virna Dias - Walewska Oliveira |

#### Eredmények
Csoportkör
A csoport
|                        |      | Mérkőzések | Mérkőzések | Szettek | Szettek | Szettek | Pontok | Pontok | Pontok |
| Csapat                 | Pont | Gy         | V          | Sz+     | Sz–     | SzA     | P+     | P–     | PA     |
| ---------------------- | ---- | ---------- | ---------- | ------- | ------- | ------- | ------ | ------ | ------ |
| Brazília (BRA)         | 10   | 5          | 0          | 15      | 1       | 15,000  | 395    | 272    | 1,452  |
| Egyesült Államok (USA) | 9    | 4          | 1          | 13      | 4       | 3,250   | 392    | 306    | 1,281  |
| Horvátország (CRO)     | 8    | 3          | 2          | 9       | 9       | 1,000   | 411    | 389    | 1,057  |
| Kína (CHN)             | 7    | 2          | 3          | 8       | 9       | 0,889   | 371    | 365    | 1,016  |
| Ausztrália (AUS)       | 6    | 1          | 4          | 4       | 13      | 0,308   | 303    | 408    | 0,743  |
| Kenya (KEN)            | 5    | 0          | 5          | 2       | 15      | 0,133   | 280    | 412    | 0,680  |

| 2000. szeptember 16. 12:30 | Brazília (BRA)       | 3–0 | Kenya (KEN) | Nézőszám: 5500 Játékvezető: Marian Stamate (ROM), Songsak Chareonpong (THA) |
| 2000. szeptember 16. 12:30 | (25–8, 25–11, 25–13) |     |             | Nézőszám: 5500 Játékvezető: Marian Stamate (ROM), Songsak Chareonpong (THA) |

| 2000. szeptember 18. 18:30 | Ausztrália (AUS)      | 0–3 | Brazília (BRA) | Nézőszám: 7194 Játékvezető: Fernando Nava (MEX), Paolo Porcari (ITA) |
| 2000. szeptember 18. 18:30 | (13–25, 18–25, 17–25) |     |                | Nézőszám: 7194 Játékvezető: Fernando Nava (MEX), Paolo Porcari (ITA) |

| 2000. szeptember 20. 18:30 | Brazília (BRA)        | 3–0 | Kína (CHN) | Nézőszám: 8437 Játékvezető: Paolo Porcari (ITA), Jarmo Tapio Salonen (FIN) |
| 2000. szeptember 20. 18:30 | (25–21, 25–21, 25–18) |     |            | Nézőszám: 8437 Játékvezető: Paolo Porcari (ITA), Jarmo Tapio Salonen (FIN) |

| 2000. szeptember 22. 18:30 | Horvátország (CRO)    | 0–3 | Brazília (BRA) | Nézőszám: 8217 Játékvezető: Jose Ramon Perez Vento (CUB), Paolo Porcari (ITA) |
| 2000. szeptember 22. 18:30 | (21–25, 23–25, 23–25) |     |                | Nézőszám: 8217 Játékvezető: Jose Ramon Perez Vento (CUB), Paolo Porcari (ITA) |

| 2000. szeptember 24. 12:00 | Brazília (BRA)               | 3–1 | Egyesült Államok (USA) | Nézőszám: 4686 Játékvezető: Takashi Shimoyama (JPN), Hóbor Béla (HUN) |
| 2000. szeptember 24. 12:00 | (25–17, 20–25, 25–15, 25–15) |     |                        | Nézőszám: 4686 Játékvezető: Takashi Shimoyama (JPN), Hóbor Béla (HUN) |

Negyeddöntő
| 2000. szeptember 26. 18:30 | Brazília (BRA)        | 3–0 | Németország (GER) | Nézőszám: 7421 Játékvezető: Songsak Chareonpong (THA), Abdulkhaleq Isa Al Sabah (BRN) |
| 2000. szeptember 26. 18:30 | (25–22, 25–18, 25–17) |     |                   | Nézőszám: 7421 Játékvezető: Songsak Chareonpong (THA), Abdulkhaleq Isa Al Sabah (BRN) |

Elődöntő
| 2000. szeptember 28. 18:30 | Brazília (BRA)                     | 2–3 | Kuba (CUB) | Nézőszám: 9026 Játékvezető: Paolo Porcari (ITA), Dean Turner (AUS) |
| 2000. szeptember 28. 18:30 | (29–27, 19–25, 25–21, 19–25, 9–15) |     |            | Nézőszám: 9026 Játékvezető: Paolo Porcari (ITA), Dean Turner (AUS) |

Bronzmérkőzés
| 2000. szeptember 30. 12:30 | Brazília (BRA)        | 3–0 | Egyesült Államok (USA) | Nézőszám: 9044 Játékvezető: Stoyan Kostov Stoyanov (BUL), Hóbor Béla (HUN) |
| 2000. szeptember 30. 12:30 | (25–18, 25–22, 25–21) |     |                        | Nézőszám: 9044 Játékvezető: Stoyan Kostov Stoyanov (BUL), Hóbor Béla (HUN) |

| Csapat         | Helyezés |
| -------------- | -------- |
| Brazília (BRA) |          |

### Strandröplabda

#### Férfi
| Versenyző                       | 1. forduló                                                 | Reményág          | Reményág          | Nyolcaddöntő                                            | Negyeddöntő                                   | Elődöntő                                            | Döntő                                                                 | Helyezés |
| Versenyző                       | 1. forduló                                                 | 1. forduló        | 2. forduló        | Nyolcaddöntő                                            | Negyeddöntő                                   | Elődöntő                                            | Döntő                                                                 | Helyezés |
| Versenyző                       | Ellenfél Eredmény                                          | Ellenfél Eredmény | Ellenfél Eredmény | Ellenfél Eredmény                                       | Ellenfél Eredmény                             | Ellenfél Eredmény                                   | Ellenfél Eredmény                                                     | Helyezés |
| ------------------------------- | ---------------------------------------------------------- | ----------------- | ----------------- | ------------------------------------------------------- | --------------------------------------------- | --------------------------------------------------- | --------------------------------------------------------------------- | -------- |
| Zé Marco de Melo Ricardo Santos | Svédország (SWE) · Bjorn Berg · Simon Dahl · 15-5          |                   |                   | Ausztria (AUT) · Nikolas Berger · Oliver Stamm · 16-14  | Kanada (CAN) · John Child · Mark Heese · 15-3 | Németország (GER) · Jorg Ahmann · Axel Hager · 15-5 | Egyesült Államok (USA) · Dain Blanton · Eric Fonoimoana · 11-12, 9-12 |          |
| José Loiola Emanuel Rego        | Ausztrália (AUS) · Matthew Grinlaubs · Joshua Slack · 15-3 |                   |                   | Spanyolország (ESP) · Javier Bosma · Fabio Diez · 16-17 | kiesett                                       | kiesett                                             | kiesett                                                               | 9.       |

#### Női
| Versenyző                   | 1. forduló                                                           | Reményág          | Reményág          | Nyolcaddöntő                                                     | Negyeddöntő                                                      | Elődöntő                                                 | Döntő                                                                    | Helyezés |
| Versenyző                   | 1. forduló                                                           | 1. forduló        | 2. forduló        | Nyolcaddöntő                                                     | Negyeddöntő                                                      | Elődöntő                                                 | Döntő                                                                    | Helyezés |
| Versenyző                   | Ellenfél Eredmény                                                    | Ellenfél Eredmény | Ellenfél Eredmény | Ellenfél Eredmény                                                | Ellenfél Eredmény                                                | Ellenfél Eredmény                                        | Ellenfél Eredmény                                                        | Helyezés |
| --------------------------- | -------------------------------------------------------------------- | ----------------- | ----------------- | ---------------------------------------------------------------- | ---------------------------------------------------------------- | -------------------------------------------------------- | ------------------------------------------------------------------------ | -------- |
| Shelda Bede Adriana Behar   | Bulgária (BUL) · Cvetelina Jancsulova · Petya Jancsulova · 15-3      |                   |                   | Németország (GER) · Maike Friedrichsen · Danja Musch · 15-9      | Ausztrália (AUS) · Tania Gooley · Pauline Manser · 15-7          | Japán (JPN) · Takahasi Jukiko · Szaiki Mika · 15-10      | Ausztrália (AUS) · Natalie Cook · Kerri Pottharst · 11-12, 11-12         |          |
| Sandra Pires Adriana Samuel | Kuba (CUB) · Dalixia Fernandez Grasset · Tamara Larrea Peraza · 15-4 |                   |                   | Portugália (POR) · Cristina Pereira · Maria Jose Schuller · 15-6 | Egyesült Államok (USA) · Misty May-Treanor · Holly McPeak · 16-4 | Ausztrália (AUS) · Natalie Cook · Kerri Pottharst · 6-15 | Bronzmérkőzés · Japán (JPN) · Takahasi Jukiko · Szaiki Mika · 12-4, 12-6 |          |

## Súlyemelés
Férfi
| Versenyző             | Versenyszám | Szakítás | Szakítás | Lökés    | Lökés    | Összesen | Helyezés |
| Versenyző             | Versenyszám | Eredmény | Helyezés | Eredmény | Helyezés | Összesen | Helyezés |
| --------------------- | ----------- | -------- | -------- | -------- | -------- | -------- | -------- |
| Maria Elisabete Jorge | 48 kg       | 60,0     | 9.       | 75,0     | 9.       | 135,0    | 9.       |

## Szinkronúszás
| Versenyző                      | Versenyszám | Selejtező           | Selejtező           | Selejtező        | Selejtező        | Selejtező  | Selejtező  | Döntő               | Döntő               | Döntő            | Döntő            | Döntő      | Döntő      |
| Versenyző                      | Versenyszám | Technikai gyakorlat | Technikai gyakorlat | Szabad gyakorlat | Szabad gyakorlat | Összesítés | Összesítés | Technikai gyakorlat | Technikai gyakorlat | Szabad gyakorlat | Szabad gyakorlat | Összesítés | Összesítés |
| Versenyző                      | Versenyszám | Pont                | Hely.               | Pont             | Hely.            | Pont       | Hely.      | Pont                | Hely.               | Pont             | Hely.            | Pont       | Helyezés   |
| ------------------------------ | ----------- | ------------------- | ------------------- | ---------------- | ---------------- | ---------- | ---------- | ------------------- | ------------------- | ---------------- | ---------------- | ---------- | ---------- |
| Carolina Moraes Isabela Moraes | Páros       | 90,267              | 13.                 | 91,200           | 12.              | 90,873     | 12.        | 90,267              | 12.                 | 91,000           | 12.              | 90,743     | 12.        |

## Taekwondo
Női
| Versenyző    | Versenyszám | Selejtező                   | Negyeddöntő       | Elődöntő          | Vigaszág negyeddöntő | Vigaszág elődöntő | Bronz- mérkőzés   | Döntő             | Helyezés |
| Versenyző    | Versenyszám | Ellenfél Eredmény           | Ellenfél Eredmény | Ellenfél Eredmény | Ellenfél Eredmény    | Ellenfél Eredmény | Ellenfél Eredmény | Ellenfél Eredmény | Helyezés |
| ------------ | ----------- | --------------------------- | ----------------- | ----------------- | -------------------- | ----------------- | ----------------- | ----------------- | -------- |
| Carmen Silva | Pehelysúly  | Cristiana Corsi (ITA) · 2-5 | kiesett           | kiesett           |                      |                   |                   |                   | 5.       |

## Tenisz
Férfi
| Versenyző                    | Versenyszám | 64-es főtábla                      | 32-es főtábla                                              | Nyolcaddöntő                   | Negyeddöntő                            | Elődöntő          | Bronz- mérkőzés   | Döntő             | Helyezés |
| Versenyző                    | Versenyszám | Ellenfél Eredmény                  | Ellenfél Eredmény                                          | Ellenfél Eredmény              | Ellenfél Eredmény                      | Ellenfél Eredmény | Ellenfél Eredmény | Ellenfél Eredmény | Helyezés |
| ---------------------------- | ----------- | ---------------------------------- | ---------------------------------------------------------- | ------------------------------ | -------------------------------------- | ----------------- | ----------------- | ----------------- | -------- |
| Gustavo Kuerten              | Egyes       | Christophe Pognon (BEN) · 6–1, 6–1 | Rainer Schüttler (GER) · 6–4, 6–4                          | Ivan Ljubičić (CRO) · 7–6, 6–3 | Jevgenyij Kafelnyikov (RUS) · 4–6, 5–7 | kiesett           | kiesett           | kiesett           | 5.       |
| Gustavo Kuerten Jaime Oncins | Páros       |                                    | Kanada (CAN) · Sébastien Lareau · Daniel Nestor · 1–6, 4–6 | kiesett                        | kiesett                                | kiesett           | kiesett           | kiesett           | 17.      |

Női
| Versenyző                  | Versenyszám | 64-es főtábla                           | 32-es főtábla                                                  | Nyolcaddöntő      | Negyeddöntő       | Elődöntő          | Bronz- mérkőzés   | Döntő             | Helyezés |
| Versenyző                  | Versenyszám | Ellenfél Eredmény                       | Ellenfél Eredmény                                              | Ellenfél Eredmény | Ellenfél Eredmény | Ellenfél Eredmény | Ellenfél Eredmény | Ellenfél Eredmény | Helyezés |
| -------------------------- | ----------- | --------------------------------------- | -------------------------------------------------------------- | ----------------- | ----------------- | ----------------- | ----------------- | ----------------- | -------- |
| Joana Cortez Vanessa Menga | Páros       | Kína (CHN) · Li Na · Li Ting · 6–4, 6–2 | Magyarország (HUN) · Mandula Petra · Marosi Katalin · 2–6, 3–6 | kiesett           | kiesett           | kiesett           | kiesett           | kiesett           | 9.       |

## Torna
Női
| Versenyző        | Versenyszám      | Selejtező | Selejtező | Döntő    | Döntő    |
| Versenyző        | Versenyszám      | Pontszám  | Helyezés  | Pontszám | Helyezés |
| ---------------- | ---------------- | --------- | --------- | -------- | -------- |
| Daniele Hypólito | Talaj            | 9,262     | 42.       | kiesett  | kiesett  |
| Daniele Hypólito | Ugrás            | 9,325     | 28.*      | kiesett  | kiesett  |
| Daniele Hypólito | Felemás korlát   | 9,062     | 67.*      | kiesett  | kiesett  |
| Daniele Hypólito | Gerenda          | 9,462     | 30.*      | kiesett  | kiesett  |
| Daniele Hypólito | Egyéni összetett | 37,111    | 33.       | 37,337   | 20.      |
| Camila Comin     | Talaj            | 8,562     | 73.       | kiesett  | kiesett  |
| Camila Comin     | Ugrás            | 9,112     | 53.       | kiesett  | kiesett  |
| Camila Comin     | Felemás korlát   | 9,450     | 44.*      | kiesett  | kiesett  |
| Camila Comin     | Gerenda          | 9,200     | 55.       | kiesett  | kiesett  |
| Camila Comin     | Egyéni összetett | 36,324    | 48.**     | kiesett  | kiesett  |

* - egy másik versenyzővel azonos eredményt ért el

** - két másik versenyzővel azonos eredményt ért el

### Ritmikus gimnasztika
| Versenyző                                                                                          | Versenyszám | Selejtező  | Selejtező  | Selejtező            | Selejtező            | Selejtező | Selejtező | Döntő      | Döntő      | Döntő                | Döntő                | Döntő    | Döntő    |
| Versenyző                                                                                          | Versenyszám | 5 buzogány | 5 buzogány | 3 szalag és 2 karika | 3 szalag és 2 karika | Összesen  | Összesen  | 5 buzogány | 5 buzogány | 3 szalag és 2 karika | 3 szalag és 2 karika | Összesen | Összesen |
| Versenyző                                                                                          | Versenyszám | Pont       | Hely.      | Pont                 | Hely.                | Pont      | Hely.     | Pont       | Hely.      | Pont                 | Hely.                | Pont     | Hely.    |
| -------------------------------------------------------------------------------------------------- | ----------- | ---------- | ---------- | -------------------- | -------------------- | --------- | --------- | ---------- | ---------- | -------------------- | -------------------- | -------- | -------- |
| Camila Ferezin Natália Scherer Flávia de Faria Alessandra Ferezin Thalita Nakadomari Dayane Camilo | Csapat      | 19,150     | 8.         | 19,066               | 7.                   | 38,216    | 7.        | 19,066     | 8.         | 19,200               | 7.*                  | 38,266   | 8.       |

* - egy másik csapattal azonos eredményt ért el

## Triatlon
| Versenyző             | Versenyszám | 1,5 km úszás | Depózás 1 | 40 km kerékpározás | Depózás 2     | 10 km futás   | Összesítés    | Összesítés    |
| Versenyző             | Versenyszám | Idő          | Idő       | Idő                | Idő           | Idő           | Idő           | Helyezés      |
| --------------------- | ----------- | ------------ | --------- | ------------------ | ------------- | ------------- | ------------- | ------------- |
| Leandro de Macedo     | Férfi       | 18:24,49     | 21,60     | 58:19,60           | 20,60         | 32:24,40      | 1:49:50,69    | 14.           |
| Juraci Moreira Júnior | Férfi       | 18:26,09     | 23,40     | 58:25,20           | 20,21         | 33:09,89      | 1:50:44,79    | 22.           |
| Armando Barcellos     | Férfi       | 18:23,59     | 22,30     | 58:30,00           | 21,90         | 36:04,84      | 1:53:42,63    | 39.           |
| Sandra Soldan         | Női         | 19:18,68     | 26,60     | 1:05:12,50         | 28,60         | 37:53,48      | 2:03:19,86    | 11.           |
| Mariana Ohata         | Női         | 20:10,08     | 24,20     | nem teljesítette   | nem ért célba | nem ért célba | nem ért célba | nem ért célba |
| Carla Moreno          | Női         | 20:09,58     | 26,71     | nem teljesítette   | nem ért célba | nem ért célba | nem ért célba | nem ért célba |

## Úszás
Férfi
| Versenyző                                                              | Versenyszám            | Előfutam | Előfutam | Előfutam | Elődöntő | Elődöntő | Elődöntő | Döntő   | Döntő    |
| Versenyző                                                              | Versenyszám            | Idő      | Hely.    | Össz.    | Idő      | Hely.    | Össz.    | Idő     | Helyezés |
| ---------------------------------------------------------------------- | ---------------------- | -------- | -------- | -------- | -------- | -------- | -------- | ------- | -------- |
| Fernando Scherer                                                       | 50 m gyors             | 22,88    | 6.       | 20.      | kiesett  | kiesett  | kiesett  | kiesett | kiesett  |
| Edvaldo Silva Filho                                                    | 50 m gyors             | 22,96    | 7.       | 23.*     | kiesett  | kiesett  | kiesett  | kiesett | kiesett  |
| Gustavo Borges                                                         | 100 m gyors            | 49,76    | 4.       | 13.*     | 49,93    | 8.       | 16.      | kiesett | kiesett  |
| Rodrigo Castro                                                         | 200 m gyors            | 1:53,65  | 7.       | 33.      | kiesett  | kiesett  | kiesett  | kiesett | kiesett  |
| Luiz Lima                                                              | 400 m gyors            | 3:53,87  | 6.       | 17.      |          |          |          | kiesett | kiesett  |
| Luiz Lima                                                              | 1500 m gyors           | 15:23,15 | 5.       | 18.      |          |          |          | kiesett | kiesett  |
| Fernando Scherer Gustavo Borges Carlos Jayme Edvaldo Silva Filho       | 4 × 100 m gyorsváltó   | 3:19,29  | 2.       | 5.       |          |          |          | 3:17,40 |          |
| Rodrigo Castro Leonardo Costa Edvaldo Silva Filho Luiz Lima            | 4 × 200 m gyorsváltó   | 7:26,42  | 7.       | 13.      |          |          |          | kiesett | kiesett  |
| Alexandre Massura Neto                                                 | 100 m hát              | 55,58    | 3.       | 10.      | 56,07    | 5.       | 13.      | kiesett | kiesett  |
| Rogério Romero                                                         | 100 m hát              | 56,44    | 8.       | 24.      | kiesett  | kiesett  | kiesett  | kiesett | kiesett  |
| Rogério Romero                                                         | 200 m hát              | 2:00,48  | 3.       | 10.      | 1:59,69  | 4.       | 7.       | 1:59,27 | 7.       |
| Leonardo Costa                                                         | 200 m hát              | 2:01,08  | 6.       | 16.      | 2:02,26  | 8.       | 14.      | kiesett | kiesett  |
| Eduardo Fischer                                                        | 100 m mell             | 1:03,72  | 7.       | 31.      | kiesett  | kiesett  | kiesett  | kiesett | kiesett  |
| Gustavo Borges Eduardo Fischer Alexandre Massura Neto Fernando Scherer | 4 × 100 m vegyes váltó | 3:42,31  | 3.       | 12.      |          |          |          | kiesett | kiesett  |

Női
| Versenyző      | Versenyszám    | Előfutam | Előfutam | Előfutam | Elődöntő | Elődöntő | Elődöntő | Döntő   | Döntő    |
| Versenyző      | Versenyszám    | Idő      | Hely.    | Össz.    | Idő      | Hely.    | Össz.    | Idő     | Helyezés |
| -------------- | -------------- | -------- | -------- | -------- | -------- | -------- | -------- | ------- | -------- |
| Fabíola Molina | 100 m hát      | 1:03,68  | 8.       | 24.      | kiesett  | kiesett  | kiesett  | kiesett | kiesett  |
| Fabíola Molina | 100 m pillangó | 1:02,77  | 4.       | 36.      | kiesett  | kiesett  | kiesett  | kiesett | kiesett  |

* - egy másik versenyzővel azonos eredményt ért el

## Vitorlázás
Férfi
| Versenyző                           | Versenyszám     | Futam | Futam  | Futam | Futam | Futam | Futam | Futam  | Futam | Futam | Futam | Futam | Pontszám | Helyezés |
| Versenyző                           | Versenyszám     | 1     | 2      | 3     | 4     | 5     | 6     | 7      | 8     | 9     | 10    | 11    | Pontszám | Helyezés |
| ----------------------------------- | --------------- | ----- | ------ | ----- | ----- | ----- | ----- | ------ | ----- | ----- | ----- | ----- | -------- | -------- |
| Ricardo Winicki                     | Szörfvitorlázás | 5     | 10     | 21    | 12    | 22    | 4     | 8      | 14    | (37*) | 21    | (26)  | 117,0    | 15.      |
| Christoph Bergmann                  | Finn dingi      | 10    | 8      | 3     | (21)  | 11    | 13    | 9      | 2     | 18    | (20)  | 10    | 84,0     | 11.      |
| Alexandre Paradeda André da Fonseca | 470-es osztály  | 14,0  | (24,0) | 11,0  | 21,0  | 15,0  | 20,0  | (27,0) | 24,0  | 22,0  | 21,0  | 23,0  | 171,0    | 26.      |

Női
| Versenyző                     | Versenyszám     | Futam | Futam | Futam | Futam | Futam | Futam  | Futam | Futam | Futam  | Futam | Futam | Pontszám | Helyezés |
| Versenyző                     | Versenyszám     | 1     | 2     | 3     | 4     | 5     | 6      | 7     | 8     | 9      | 10    | 11    | Pontszám | Helyezés |
| ----------------------------- | --------------- | ----- | ----- | ----- | ----- | ----- | ------ | ----- | ----- | ------ | ----- | ----- | -------- | -------- |
| Christina Forte               | Szörfvitorlázás | 24    | 22    | (27)  | 26    | 24    | (30*)  | 26    | 25    | 24     | 25    | 27    | 223,0    | 26.      |
| Fernanda Oliveira Maria Krahe | 470-es osztály  | 16,0  | 17,0  | 14,0  | 14,0  | 13,0  | (20,0) | 17,0  | 15,0  | (20,0) | 19,0  | 18,0  | 143,0    | 19.      |

Nyílt
| Versenyző                          | Versenyszám | Futam | Futam  | Futam | Futam | Futam | Futam | Futam | Futam | Futam | Futam | Futam  | Pontszám | Helyezés |
| Versenyző                          | Versenyszám | 1     | 2      | 3     | 4     | 5     | 6     | 7     | 8     | 9     | 10    | 11     | Pontszám | Helyezés |
| ---------------------------------- | ----------- | ----- | ------ | ----- | ----- | ----- | ----- | ----- | ----- | ----- | ----- | ------ | -------- | -------- |
| Robert Scheidt                     | Laser       | 1     | 2      | (22)  | 1     | 12    | 1     | 20    | 5     | 1     | 1     | (44**) | 44,0     |          |
| Torben Grael Marcelo Ferreira      | Csillaghajó | 3,0   | (13,0) | 1,0   | 2,0   | 1,0   | 6,0   | 7,0   | 4,0   | 12,0  | 3,0   | (17,0) | 39,0     |          |
| Kiko Pellicano Maurício Santa Cruz | Tornádó     | (17)  | 7      | 6     | 9     | 16    | 13    | (17)  | 5     | 6     | 5     | 11     | 78,0     | 11.      |

* - kizárták (korai rajt)

** - kizárták

## Vívás
Férfi
| Versenyző     | Versenyszám | Selejtező                  | 32-es főtábla     | Nyolcaddöntő      | Negyeddöntő       | Elődöntő          | Bronz- mérkőzés   | Döntő             | Helyezés |
| Versenyző     | Versenyszám | Ellenfél Eredmény          | Ellenfél Eredmény | Ellenfél Eredmény | Ellenfél Eredmény | Ellenfél Eredmény | Ellenfél Eredmény | Ellenfél Eredmény | Helyezés |
| ------------- | ----------- | -------------------------- | ----------------- | ----------------- | ----------------- | ----------------- | ----------------- | ----------------- | -------- |
| Marco Martins | Tőr, egyéni | James Beevers (GBR) · 7-15 | kiesett           | kiesett           | kiesett           | kiesett           | kiesett           | kiesett           | 37.      |